# Яковлев, Василий Михайлович
Василий Михайлович Яковлев (? — 1891) — русский агроном
, почвовед.

## Биография
Обстоятельства рождения и жизни до 1869 года неизвестны. В 1869 году со званием кандидата естественных наук окончил физико-математический факультет Императорского Санкт-Петербургского университета и поступил на должность хранителя агрономического кабинета университета, занимая её в течение более чем 20 лет — до самой смерти. Агрономический кабинет был основан лишь в 1863 году и первые годы своего существования находился в запущенном и хаотическом состоянии. Яковлев энергично принялся за приведение в порядок находящихся в нём материалов и в короткое время достиг этого вполне удовлетворительно.
Вскоре он стал одним из деятельнейших сотрудников Комитета грамотности. На нём лежала обязанность следить за всеми появляющимися в России популярными изданиями по вопросам сельского хозяйства и давать о них отзывы, которые комитетом печатались в особом сборнике, распространявшемся среди членов комитета для руководства при выборе для напечатания книг и брошюр, наиболее полезных для сельских школ и учителей. Отзывы Яковлева содержат много ценных указаний по разным отраслям крестьянского хозяйства.
Также, некоторое время он занимался при центральном статистическом комитете министерства внутренних дел, где принимал участие в изданиях Комитета по статистике поземельной собственности и населенных мест в Европейской России.
Его перу принадлежит описание нескольких уездов Рязанской губернии. Своей деятельностью он обратил на себя внимание Императорского вольно-экономического общества и был избран в его члены; 22 сентября 1877 года он впервые выступил в собрании первого отделения этого общества с докладом, в котором на основании работ Ноббе развил мысль о необходимости для русских сельских хозяев иметь контрольную станцию для испытания доброкачественности продажных семян со стороны их всхожести. Предложение было принято и опыты испытания всхожести семян, первый из которых был сделан Яковлевым, демонстрировались на семенной выставке Общества, устраивавшейся ежегодно в день торжественного собрания — 31 октября.
По поручению профессора В. В. Докучаева Яковлев принял участие в исследовании почвенных свойств Нижегородской губернии. Результат его работ был небольшой по объёму, но весьма ценный и во всех отношениях оригинальный труд — «Механический состав и физические свойства почв Нижегородской губернии», вошедший в состав изданных местным губернским земством «Материалов по исследованию почв Нижегородской губернии». Таким образом, Яковлев стал одним из первых работников в области земского кадастра, или оценки почв на основании всестороннего их исследования. Произведённые под руководством профессора Докучаева и при участии Яковлева работы в Нижегородской губернии послужили классическим образцом для всех последующих почвенно-статистических исследований в целом ряде других земских губерний.
Основываясь на соответственных научных трудах, а главным образом на приобретенном им во время работ в Нижегородской губернии опыте, Яковлев в мае 1890 года сделал в состоящей при Вольном экономическом обществе почвенной комиссии чрезвычайно ценный доклад, в котором он дал обзор и критически рассмотрел достоинства и недостатки всех существовавших в то время способов механического анализа почв по методу отмучивания. Его настолько интересовал этот вопрос, который одно время был даже объектом некоторой полемики среди земских статистиков, что он тщательнейшим образом следил не только за русской, но и за иностранной литературой по этому предмету.
Последней работой Яковлева предпринятой им также по поручению профессора Докучаева, было исследование физических свойств почв в Полтавской губернии. Более года потратил он на неё, но довести до конца не успел, так как заболел и 28 июля (9 августа) 1891 года скончался в своем имении Вяжищи.